# 10315 Brewster
10315 Brewster eller 1990 SC4 är en asteroid i huvudbältet som upptäcktes 23 september 1990 av den amerikanske astronomen Eleanor F. Helin vid Palomar-observatoriet. Den är uppkallad efter den amerikanske astronomen Stephen C. Singer-Brewster.
Asteroiden har en diameter på ungefär 4 kilometer.